# San Francisco Bay Area
San Francisco Bay Area (Regiunea Golfului San Francisco, prescurtat The Bay Area) este aria geografică din împrejurul orașului San Francisco, California și a golfului cu același nume. Aria este foarte diversă din punct de vedere geografic și demografic.

## Întindere
Zona include trei mari centre urbane - San Francisco, Oakland, și San Jose, pe lângă un număr de suburbii și exurbii. În San Francisco Bay Area se află și Silicon Valley, centrul mondial al industriei IT.
În total, San Francisco Bay Area include 101 de orașe răspândite în 9 comitate (counties), pe o suprafață de 7,000 de mile pătrate. Cele nouă comitate sunt Alameda, Contra Costa, Marin, Napa, San Francisco, San Mateo, Santa Clara, Solano, și Sonoma.

## Zona combinată statistică extinsă
Oficiul Național de Evidență a Populației al Statelor Unite consideră Bay Area drept o Arie Combinată Statistică (Combined Statistical Area) cu aproximativ 7.4 milioane locuitori, incluzând cele nouă ținuturi din împrejurul Golfului San Francisco, precum și ținuturile Santa Cruz și San Benito. Astfel, San Francisco Bay Area este a șasea Arie Combinată Statistică din Statele Unite ca mărime. În Bay Area se află multe municipii, orașe, baze militare, aeroporturi, parcuri statale și naționale, conectate de o rețea masivă de șosele, autostrăzi, căi ferate, poduri, tuneluri și rețele de tranzit feroviar ușor. Aria urbană a San Francisco și San Jose este a 50-a ca mărime din lume.
Bay Area este ancorată de trei orașe majore. San Francisco este centrul cultural și financiar al ariei metropolitane, precum și al Californiei de Nord și este faimos pentru peisajul său urban iconic, dealurile abrupte, tramvaiele sale istorice, zona Fisherman's Wharf și podul Golden Gate. Este al doilea oraș ca densitate a populației între orașele cu peste 200,000 de locuitori din Statele Unite. Cel mai mare oraș din Bay Area în ceea ce privește atât aria cât și populația este San Jose, localizat în sudul Golfului San Francisco, fiind parte și din centrul tehnologic cunoscut ca Silicon Valley. Oakland, ar treilea oraș ca populației, este centrul zonei de est a Golfului San Francico (East Bay) și un centru industrial major. Tot aici se află și Portul Oakland, al cincilea port de containere ca trafic din Statele Unite. Ținuturile din nordul regiunii cuprind faimoasa Țară a Vinului (Wine Country), unde se află sute de podgorii. Pe coasta regiunii la Oceanul Pacific se află numeroase plaje.
San Francisco Bay Area este renumită pentru frumusețea sa naturală, politica progresistă, bogăție, diversitate, și pentru reputația ei ca un centru al fenomenului New Age.

## Transporturi
Zona este deservită de trei aeroporturi internaționale - San Francisco (SFO), Oakland (OAK) și San Jose (SJC) - precum și de rețeaua feroviară Amtrak. De asemenea, portul Oakland este unul dintre cele mai mari porturi din Statele Unite.
Multe companii din domeniul tehnologiei, cum ar fi Apple, Google, Facebook, Cisco Systems, Sun Microsystems, Oracle sau Intel, își au sediul principal în San Francisco Bay Area, concentrate mai ales în Silicon Valley și San Francisco. De asemenea, industria biotehnologiei (de ex. Genentech), industria auto (Tesla Motors), și cea petrolieră (Chevron) reprezintă importante componente ale structurii economice a zonei.
În San Francisco Bay Area și două dintre cele mai cunoscute și productive științific universități din lume, Stanford University și University of California, Berkeley.